# Diana Bulimar
Diana Laura Bulimar, née le 22 août 1995 à Timișoara, est une gymnaste roumaine.

## Carrière
Diana Bulimar remporte aux Jeux olympiques d'été de 2012 à Londres la médaille de bronze du concours par équipes féminin avec Diana Chelaru, Larisa Iordache, Sandra Izbașa et Cătălina Ponor.

## Palmarès

### Jeux olympiques
- Londres 2012
  -  médaille de bronze par équipes

### Championnats du monde
- Tokyo 2011
  - 4e au concours par équipes

### Championnats d'Europe
- Birmingham 2010 (junior)
  -  médaille de bronze aux barres asymétriques
  - 4e au concours général individuel
  - 4e au sol

- Bruxelles 2012
  -  médaille d'or par équipes

- Moscou 2013
  -  médaille d'argent à la poutre
  -  médaille de bronze au sol